# Чилуба, Фредерик
Фредерик Якоб Тайтус Чилуба (англ. Frederick Jacob Titus Chiluba, 30 апреля 1943, Китве, Северная Родезия — 18 июня 2011, Лусака) — президент Замбии с 2 ноября 1991 года по 2 января 2002 года.

## Биография
Родился 30 апреля 1943 года в Китве (англ. Kitwe) в центральной части Замбии. Его родителями были Джакоб Титус Чилуба Нконде (Jacob Titus Chiluba Nkonde, работал на руднике) и Диана Каимба (Diana Kaimba). Фредерик Чилуба учился в школе в Кавамбве (Kawambwa Secondary School, Kawambwa), откуда его отчислили за политическую активность и он стал водителем автобуса. Обучался в Лусаке, затем в США и Англии, но когда в 1967 году вернулся на родину работал посыльным в магазине и помощником бухгалтера на руднике.
Чилуба был дважды женат. От брака с первой женой Верой Тембо (Vera Tembo), с которой они развелись после 33 лет совместной жизни в 2000 году, у них было 9 детей. Его супруга вела активную собственную политическую жизнь, стала председателем женской фракции правящей партии «Движение за многопартийную демократию», была избрана депутатом в замбийский парламент и стала заместителем министра охраны окружающей среды в 2006 году. Фредерик Чилуба вскоре женился на Регине Мванза (Regina Mwanza).
Первоначально был сторонником идей социализма в виде «замбийского гуманизма» и даже некоторых из своих детей назвал в честь борцов за социалистические идеи: Мико (в честь Микояна), Тито, Кастро и Гортензией. Однако, позднее, став главой государства, он повёл политику приватизации и поддержки частного бизнеса. Также стал ярым пятидесятником.
В 1974 году возглавил профсоюзное движение страны, стал председателем Конгресса профсоюзов Замбии (КПЗ, 1974—1990) и постепенно стал главным оппозиционером.
В 1991 году после многопартийных выборов в Замбии победила партия Чилубы «Движение за многопартийную демократию» (Movement for Multi-Party Democracy) и он со 2 ноября стал вторым президентом в истории своей страны, но первым избранным демократическим путём. Повторно был избран президентом на выборах в 1996 году.
Под влиянием международных финансовых организаций-кредиторов при Чилубе были приватизированы многие государственные и полугосударственные предприятия, хотя приватизацию важнейшего и крупнейшего медного холдинга ZCCM правительство провело только в 2000 году.Отмена протекционистских мер прежнего правительства, например, отказ от сельхозсубсидий, привела к массовому обнищанию фермеров, которые покидали свои деревни и стекались в города, умножая там число люмпенов. Приватизация предприятий помогла привлечь иностранные инвестиции, однако отсутствие должного контроля и регулирования привело к тому, что некоторые крупные компании были попросту уничтожены новыми иностранными владельцами, которые распродали доставшееся имущество, а сотрудников уволили.
Пытался депортировать первого президента Кеннета Каунду на том основании, что он происходил из Малави.
В 2001 году пытался организовать поправки в конституцию, позволяющие ему избраться на 3-й срок, однако успеха не достиг и ушел в отставку после окончания 2-го срока. В 2002 году против Чилубы были выдвинуты обвинения в коррупции, парламент единогласно проголосовал за снятие с него президентского иммунитета. В 2003 году был арестован, а длившееся 6 лет судебное разбирательство подорвало здоровье политика, хотя все обвинения в итоге были сняты. Судебные преследования прекратились лишь после смерти президента Мванавасы и прихода к власти Рупии Банды.
Умер 18 июня 2011 года в своём доме в Лусаке (Kabulonga) от инфаркта.